# كأس رابطة الأندية الإنجليزية المحترفة 1971–72
كأس رابطة الأندية الإنجليزية المحترفة 1971–72 هو الموسم 12 من كأس رابطة الأندية الإنجليزية المحترفة. أقيم خلال الفترة 17 أغسطس 1971 وحتى 4 مارس 1972، وأشرف على تنظيمه دوري كرة القدم الإنجليزي، وكان عدد الأندية المشاركة فيه 92، وفاز فيه ستوك سيتي.